# Schizomitrium hondurense
Schizomitrium hondurense là một loài Rêu trong họ Hookeriaceae. Loài này được (H.A. Crum) H.A. Crum mô tả khoa học đầu tiên năm 1984.